# Sabotaj
Sabotajul este o  acțiune de  distrugere, stricare conștientă a unui lucru, a unei mașini sau agregat pentru a zădărnici o acțiune, unei activități, prin împiedicarea, frânarea intenționată a realizării unui lucru, a unei acțiuni, având ca scop împiedicarea bunului mers al unei activități, în special frânarea desfășurării normale a unui proces de producție.
Termenul sabotaj provine de la cuvântul sabot, un fel de încălțăminte din lemn. Primele acțiuni numite sabotaj au avut loc în secolul XIX, când muncitorii dintr-o fabrică franceză și-au aruncat saboții într-o mașină automată împiedicând-o să funcționeze. 

## Istoric
Nu se cunoaște originea exactă a sabotajului, cert este faptul că el a devenit mai cunoscut pe la sfârșitul secolului XIX când muncitorii francezi de la calea ferată prin anul 1910 au intrat în grevă și au făcut acte de sabotaj. 
În timpul Revoluției industriale când s-au introdus prin mecanizare, mașinile și o serie de muncitori au devenit șomeri, au avut loc de asemenea acte de sabotaj. Originea termenului ar provine probabil de la muncitorii francezi de la calea ferată care utilizau saboți. Mișcările de rezistență în timpul celui de-al Doilea Război Mondial au fost însoțite de asemenea de nenumărate acte de sabotaj.

### Definiții juridice
Uniunea Republicilor Sovietice Socialiste
În Codul Penal al  RSFSR din 1926 (în vigoare până în 1958), sabotajul a fost legat de „infracțiuni contrarevoluționare” (art. 58 CP al RSFSR). „Sabotajul contrarevoluționist” a fost definit ca „neîndeplinirea conștientă a cuiva a anumitor obligațiuni sau executarea deliberată a acestora cu scopul special de a slăbi autoritatea conducerii și a activităților aparatului de stat”.
Sabotajul nu a fost luat în considerare ca o infracțiune independentă, deoarece - așa cum a scris Marea Enciclopedie Sovietică (ediția a 3-a) - "practic nu există cazuri de sabotaj în URSS".
Statele Unite ale Americii
În dreptul penal al SUA, sabotajul este distrugerea, contaminarea, infectarea sau încercarea de a face acest lucru în ceea ce privește facilitățile, materialele sau mijloacele de apărare (militare) care intenționează să dăuneze sau să interfereze cu apărarea SUA (în timp de pace), să dăuneze sau să interfereze cu Statele Unite sau orice națiune asociată în pregătirile militare, în desfășurarea războiului sau a apărării (în timpul războiului sau în timpul unei situații de urgență).
România
În Codul penal al (R.S.R.) României până în 1989, sabotajul (infracțiune abrogată în prezent) consta în fapta unui funcționar sau alt angajat care, în exercițiul atribuțiilor sale de serviciu, nu îndeplinea un act ori îl îndeplinea în mod defectuos și prin aceasta cauza o perturbare deosebit de gravă a activității unei organizații socialiste sau o pagubă importantă economiei naționale, cu scopul de a aduce în orice mod atingere securității statului. Se pedepsea … cu moartea sau confiscarea totală a averii sau cu închisoare de la 15 la 20 de ani.

## Acțiune industrială
La începutul Revoluției Industriale, muncitorii calificați, Ludiții (1811-1812) au folosit sabotajul ca mijloc de negociere în litigiile de muncă.
 Sindicatele, Muncitorii Industriali ai Lumii (Industrial Workers of the World) au susținut sabotajul ca mijloc de autoapărare și acțiune directă împotriva condițiilor de muncă neloiale.
Organizația sindicală Muncitorilor Industriali ai Lumii a fost constituită de Big Bill Haywood, lider de sindicate din Statele Unite. 

## Acțiune ecologică
Anumite grupuri se confruntau cu distrugerea mediului, precum și identificarea argumentelor plauzibile împotriva anumitor tehnologii moderne ce acționează în detrimenul ediului. Biroul Federal de Investigații al SUA (FBI) și alte agenții de aplicare a legii folosesc termenul eco-terorism din momentul înregistrării daunelor materiale. Din moment ce proprietatea nu poate simți teroarea, deteriorarea este descrisă drept sabotaj. Oponenții, în schimb, subliniază faptul că proprietarii pot într-adevăr să simtă teroarea.
În perioda 1992 până la sfârșitul anului 2007, mișcarea radicală de activiști-ecologiști,  Frontul de Eliberare a Teritoriului , s-a angajat într-o campanie aproape constantă de sabotaj descentralizat al oricărui proiect de construcție în apropierea unor zone sălbatice și a industriilor extractive, cum ar fi exploatarea forestieră și chiar arderea unei stații de schi din Vail Colorado.[12] Mișcarea a folosit tactici de sabotaj deseori în coordonare slabă cu alte mișcări activiste ecologice pentru a întârzia sau a distruge fizic amenințările în adresa terenurilor sălbatice, deoarece voința politică a fost dezvoltată pentru a proteja zonele sălbatice vizate de Frontul de Eliberare a Teritoriului.

## Tactică de război
În vreme de război, termenul este folosit pentru a descrie activitatea unui individ sau a unui grup care nu este asociat cu militarii părților aflate în război, cum ar fi un agent străin sau un susținător autohton, în special atunci când acțiunile duc la distrugerea sau deteriorarea de echipamente, fabrici, baraje, servicii publice, instalații de depozitare sau rute logistice.
O formă modernă de sabotaj este distribuirea de software destinat a afectarea sistemelor electronice din industrie.

## Acțiune politică
Termenul de sabotaj politic este folosit pentru a defini actele unei tabere/grupări politice pentru a perturba și afecta reputația unui adversar politic. De regulă, cel mai frecvent se întâmplă în cadrul campaniilor electorale.